# Emre Aşık
Emre Aşık (* 13. Dezember 1973 in Bursa) ist ein ehemaliger türkischer Fußballspieler und -trainer.

## Spielerkarriere

### Vereinskarriere
Aşık begann seine professionelle Karriere bei Balıkesirspor. Dort machte er in seinem ersten Jahr als Verteidiger 7 Tore. Viele türkische Erstligisten wurden deshalb auf ihn aufmerksam, das Rennen um die Dienste des Spielers gewann Fenerbahçe Istanbul.
Dort wurde Emre in drei Jahren einmal türkischer Meister. 1996 wechselte er zu İstanbulspor. Dort verbrachte Aşık mit vier Jahren seine bislang längste Zeit in einem Verein. Ohne einen Titelgewinn verließ der Abwehrspieler Istanbulspor und unterzeichnete einen Vertrag bei Galatasaray Istanbul.
Bei Galatasaray absolvierte Aşık seine meisten Spiele und wurde 2002 zum zweiten Mal türkischer Meister. Im Sommer 2003 platzte aufgrund einer Verletzung sein Wechsel zum englischen Klub FC Portsmouth und er wechselte schließlich zu Beşiktaş Istanbul. Somit hatte Emre Aşık bei allen drei großen Vereinen aus Istanbul gespielt. 2005 kehrte Emre zurück zu Gala und wurde 2006 erneut Meister. Nach der Entlassung von Eric Gerets und der Rückkehr von Karl-Heinz Feldkamp musste Aşık Galatasaray auf Leihbasis verlassen. Er spielte für eine Saison bei Ankaraspor. Nach der Saison kam er wieder nach Galatasaray und spielte dort noch zwei Jahre.
Am 16. Mai 2010 hatte Emre Aşık sein letztes Spiel als Vereinsspieler.

### Nationalmannschaftskarriere
Er spielte als türkischer Nationalspieler 2002 bei der Fußball-Weltmeisterschaft in Japan und Südkorea. Zudem wurde Aşık für die Fußball-Europameisterschaft 2008 in Österreich und der Schweiz nominiert. Am 22. Mai 2010 beendete er im Rahmen des Freundschaftsspieles gegen Tschechien seine Karriere endgültig.

## Trainerkarriere
Ende 2011 übernahm er bei der türkischen U-18- und U-19-Nationalmannschaft den Co-Trainerposten und assistiert damit dem Cheftrainer Feyyaz Uçar.

## Erfolge
Als Nationalspieler
- U18-Europameister: 1992
- Mittelmeerspiele-Sieger: 1993
- Weltmeisterschafts-Dritter: 2002
- Europameisterschafts-Dritter: 2008

Mit seinen Vereinen
- Türkischer Meister: 1996, 2002, 2006
- Pokal des Türkischen Sportjournalisten-Vereins: 1994, 1995
- Türkischer Supercupsieger: 2008